# 虎纹海参
虎纹海参（学名：Holothuria pervicax）为海参科海参属的动物。分布于印度-西太平洋区域、台湾岛以及中国大陆的海南岛、西沙群岛等地，多生活于珊瑚礁区、藏在珊瑚下边以及或石下。该物种的模式产地在桑给巴尔。